# Jabutí jezik
Jabutí jezik (ISO 639-3: jbt; yabutí, jabotí, djeoromitxi), danas gotov izumrli jezik, 	5 govornika (1990) kojim govore Indijanci Yabuti u području postaje Rio Branca u Rondôniji. 
Klasificira se istoimenoj porodici, velika porodica macro-ge, koju čini zajedno s jezikom arikapú [ark] (Brazil) 

## Vanjske poveznice
- Ethnologue (14th)
- Ethnologue (15th)
- [neaktivna poveznica]